# Regio-Tour 2007
Il Regio-Tour 2007, ventitreesima edizione della corsa, si svolse dal 22 al 26 agosto 2007 su un percorso di 707 km ripartiti in 5 tappe, con partenza da Lutterbach e arrivo a Vogtsburg im Kaiserstuhl. Fu vinto dallo spagnolo Moisés Dueñas della Agritubel davanti al russo Michail Ignat'ev e al bielorusso Andrei Kunitski.

## Tappe
| Tappa  | Data      | Percorso                          | km    | Vincitore di tappa  | Leader cl. generale |
| ------ | --------- | --------------------------------- | ----- | ------------------- | ------------------- |
| 1ª     | 22 agosto | Lutterbach > Soultz               | 183,3 | Alessandro Petacchi | Alessandro Petacchi |
| 2ª     | 23 agosto | Müllheim > Neuenburg am Rhein     | 169,1 | Moisés Dueñas       | Moisés Dueñas       |
| 3ª     | 24 agosto | Wehr > Schopfheim                 | 159,4 | Andy Cappelle       | Moisés Dueñas       |
| 4ª     | 25 agosto | Sexau > Sexau (cron. individuale) | 26    | Michail Ignat'ev    | Moisés Dueñas       |
| 5ª     | 26 agosto | Lahr > Vogtsburg im Kaiserstuhl   | 169,1 | Adrián Palomares    | Moisés Dueñas       |
| Totale | Totale    | Totale                            | 707   |                     |                     |

## Dettagli delle tappe

### 1ª tappa
- 22 agosto: Lutterbach > Soultz – 183,3 km

| Pos. | Corridore           | Squadra | Tempo    |
| ---- | ------------------- | ------- | -------- |
| 1    | Alessandro Petacchi | Milram  | 4h17'53" |
| 2    | Nikolay Trusov      | Tinkoff | s.t.     |
| 3    | Claudio Cucinotta   | Tenax   | s.t.     |

| Pos. | Corridore           | Squadra  | Tempo    |
| ---- | ------------------- | -------- | -------- |
| 1    | Alessandro Petacchi | Milram   | 4h17'43" |
| 2    | Nikolay Trusov      | Tinkoff  | a 4"     |
| 3    | Marcus Burghardt    | T-Mobile | a 5"     |

### 2ª tappa
- 23 agosto: Müllheim > Neuenburg am Rhein – 169,1 km

| Pos. | Corridore        | Squadra       | Tempo    |
| ---- | ---------------- | ------------- | -------- |
| 1    | Moisés Dueñas    | Agritubel     | 4h16'17" |
| 2    | Mikel Artetxe    | Fuerteventura | a 51"    |
| 3    | Michail Ignat'ev | Tinkoff       | s.t.     |

| Pos. | Corridore        | Squadra       | Tempo    |
| ---- | ---------------- | ------------- | -------- |
| 1    | Moisés Dueñas    | Agritubel     | 8h34'00" |
| 2    | Mikel Artetxe    | Fuerteventura | a 55"    |
| 3    | Michail Ignat'ev | Tinkoff       | a 57"    |

### 3ª tappa
- 24 agosto: Wehr > Schopfheim – 159,4 km

| Pos. | Corridore        | Squadra         | Tempo    |
| ---- | ---------------- | --------------- | -------- |
| 1    | Andy Cappelle    | Landbouwkrediet | 3h56'24" |
| 2    | Paul Voss        | 3C              | a 4'45"  |
| 3    | Giuseppe Palumbo | Acqua & Sap.    | s.t.     |

| Pos. | Corridore        | Squadra       | Tempo     |
| ---- | ---------------- | ------------- | --------- |
| 1    | Moisés Dueñas    | Agritubel     | 12h35'28" |
| 2    | Adrián Palomares | Fuerteventura | a 42"     |
| 3    | Mikel Artetxe    | Fuerteventura | a 55"     |

### 4ª tappa
- 25 agosto: Sexau > Sexau (cron. individuale) – 26 km

| Pos. | Corridore        | Squadra      | Tempo  |
| ---- | ---------------- | ------------ | ------ |
| 1    | Michail Ignat'ev | Tinkoff      | 35'46" |
| 2    | Moisés Dueñas    | Agritubel    | a 34"  |
| 3    | Andrei Kunitski  | Acqua & Sap. | a 56"  |

| Pos. | Corridore        | Squadra      | Tempo     |
| ---- | ---------------- | ------------ | --------- |
| 1    | Moisés Dueñas    | Agritubel    | 13h11'48" |
| 2    | Michail Ignat'ev | Tinkoff      | a 23"     |
| 3    | Andrei Kunitski  | Acqua & Sap. | a 1'23"   |

### 5ª tappa
- 26 agosto: Lahr > Vogtsburg im Kaiserstuhl – 169,1 km

| Pos. | Corridore           | Squadra       | Tempo    |
| ---- | ------------------- | ------------- | -------- |
| 1    | Adrián Palomares    | Fuerteventura | 3h56'22" |
| 2    | Alessandro Petacchi | Milram        | s.t.     |
| 3    | Giuseppe Palumbo    | Acqua & Sap.  | s.t.     |

| Pos. | Corridore        | Squadra      | Tempo     |
| ---- | ---------------- | ------------ | --------- |
| 1    | Moisés Dueñas    | Agritubel    | 17h08'10" |
| 2    | Michail Ignat'ev | Tinkoff      | a 23"     |
| 3    | Andrei Kunitski  | Acqua & Sap. | a 1'23"   |

## Classifiche finali

### Classifica generale
| Pos. | Corridore           | Squadra                                   | Tempo     |
| ---- | ------------------- | ----------------------------------------- | --------- |
| 1    | Moisés Dueñas       | Agritubel                                 | 17h08'10" |
| 2    | Michail Ignat'ev    | Tinkoff Credit Systems                    | a 23"     |
| 3    | Andrei Kunitski     | Acqua & Sapone                            | a 1'23"   |
| 4    | Michael Rogers      | T-Mobile                                  | a 1'33"   |
| 5    | Adrián Palomares    | Fuerteventura-Canarias                    | a 1'46"   |
| 6    | Robert Retschke     | Team Wiesenhof                            | a 2'16"   |
| 7    | Beat Zberg          | Gerolsteiner                              | a 2'18"   |
| 8    | Mikel Artetxe       | Fuerteventura-Canarias                    | a 2'43"   |
| 9    | Alexander Gottfried | Sparkasse                                 | s.t.      |
| 10   | Niklas Axelsson     | Serramenti PVC Diquigiovanni-Selle Italia | a 3'05"   |